# Graindor de Douai

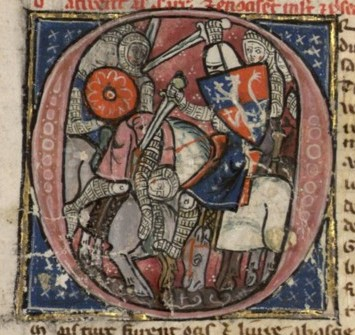
Balduin bojuje se Saracény (iluminace k Písni o Antiochii)

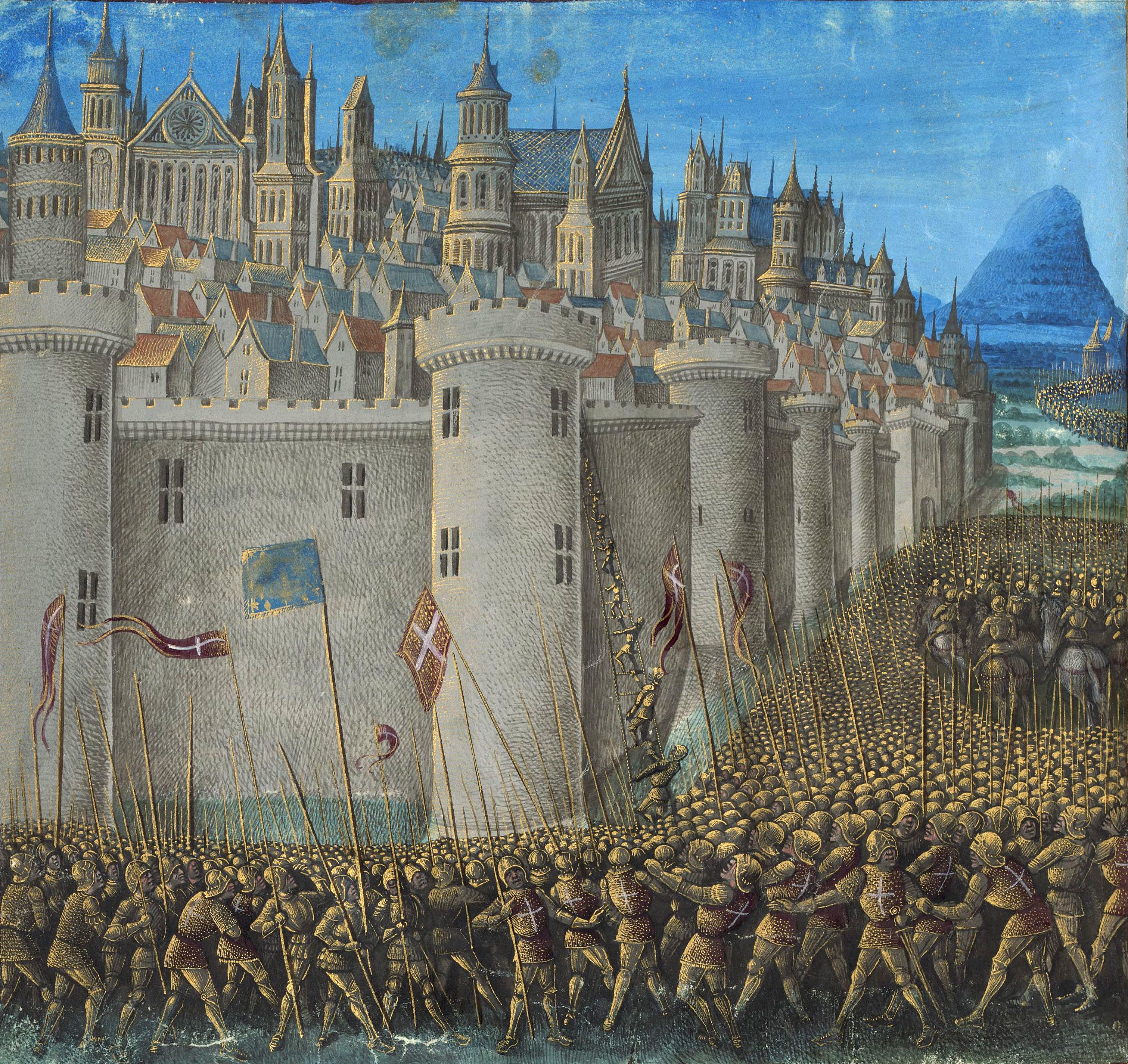
Obléhání Antiochie křižáckými vojsky

Graindor de Douai (nebo také Gandor de Douai) byl francouzský žakéř, působící na konci 12. století. O jeho životě není téměř nic známo. Jeho jméno svědčí o tom, že se narodil nebo žil v severofrancouzském městě Douai. Nejde tedy o šlechtický titul, ale o označení původu.
Pod jeho jménem se dochovaly tři chansons de geste (hrdinské eposy), patřící do prvního cyklu křížových výprav. Jedná se v podstatě o historické písně, inspirované událostmi z let 1097–1099, tedy dobytí Antiochie a Jeruzaléma a vznik křižáckých států ve Svaté zemi.

## Dílo
- La chanson d'Antioche (asi 1180, Píseň o Antiochii). Původní verzi údajně složil očitý svědek dobytí Antiochie Richard le Pèlerin (Richard Poutník) v letech 1120 až 1125, ale z té se dochoval pouze zlomek. Graindorova píseň vznikla na základě této básně. Epos poměrně věrně popisuje skutečné historické události týkající se průběhu první křížové výpravy až po dobytí Antiochie.[2]
- La chanson de Jérusalem (asi 1181, Píseň o Jeruzalému) nebo také La conqueste de Jerusalem (Dobytí Jeruzaléma), pokračování Písně o Antiochii, vytvoření Jeruzalémského království pod vládou „ochránce Svatého Hrobu“ Godefroye z Bouillonu. Epos se však značně odchyluje od skutečných historických událostí.[3]
- Li Caitif nebo také Les Chétifs (Zajatci), konec 12. století. Epos líčí příhody (některé fantastické, jako například boj s obry nebo drakem) rytířů upadlých do saracénského zajetí.[4]